# Tiếng Mwotlap
Tiếng Mwotlap (phát âm [ŋ͡mʷɔtˈlap]; trước đây tên Motlav) là một ngôn ngữ châu Đại Dương có chừng 2.100 người nói, ở Vanuatu. Dù phần lớn người nói sống trên đảo Mota Lava của quần đảo Banks, với vài cộng đồng nhỏ trên đảo Ra (Aya) và Vanua Lava, cũng như hai thành phố chính của đất nước, Santo và Port Vila.
Volow, từng được nói trên Mota Lava, hoặc là một phương ngữ tiếng Mwotlap, hoặc một ngôn ngữ riêng biệt.

## Phân bố địa lý
Tiếng Mwotlap là ngôn ngữ của chừng 2.100 người ở quần đảo Banks, miền Bắc Vanuatu. Trong đó, 1.640 người sống trên Mota Lava và Ra. Ngoài ra, còn có mấy trăm người nữa sống rải rác tại Vanuatu:
- Vanua Lava, chủ yếu là mé đông bắc
- Nhiều đảo khác ở miền bắc Vanuatu gồm Ureparapara, Gaua, và Aoba
- Port-Vila, thủ đô Vanuatu
- Luganville, thành phố lớn thứ nhì, nằm trên đảo Espiritu Santo

## Lịch sử
Robert Henry Codrington, một tu sĩ Anh giáo, người từng nghiên cứu xã hội Melanesia, mô tả tiếng Mwotlap năm 1885. Dù chủ yếu tập trung vào tiếng Mota, Codrington dành mười hai trang trong cuốn The Melanesian Languages cho tiếng "motlav". Dù ngắn, nghiên cứu này đã cho thấy nhiều sự đổi thay trong tiếng Mwotlap trong thế kỷ XX. Hơn nữa, Codrington còn mô tả Volow, một ngôn ngữ gần gũi với tiếng Mwotlap (có khi còn được coi là phương ngữ Mwotlap). Volow, ngày nay đã biến mất, từng hiện diện ở đông Mota Lava, trong vùng Aplow.

## Âm vị học
Tiếng Mwotlap phân biệt 16 âm vị phụ âm.
|           |               | Môi-ngạc mềm | Đôi môi | Chân răng /Vòm | Ngạc mềm | Thanh hầu |
| --------- | ------------- | ------------ | ------- | -------------- | -------- | --------- |
| Tắc       | thường        | k͡pʷ          |         | t              | k        |           |
| Tắc       | mũi hóa trước |              | ᵐb      | ⁿd             |          |           |
| Xát       | Xát           |              | β       | s              | ɣ        | h         |
| Mũi       | Mũi           | ŋ͡mʷ          | m       | n              | ŋ        |           |
| Cạnh lưỡi | Cạnh lưỡi     |              |         | l              |          |           |
| Tiếp cận  | Tiếp cận      | w            |         | j              |          |           |

[p] là tha âm của /β/ ở cuối từ, như trong tên tiếng Mwotlap, /ŋ͡mʷɔtlaβ/ [ŋ͡mʷɔtˈlap].
Mwotlap có 7 âm vị nguyên âm, tất cả đều là nguyên âm đơn ngắn. Ngôn ngữ này không có nguyên âm đôi.
|          | Trước | Sau |
| -------- | ----- | --- |
| Đóng     | i     | u   |
| Gần đóng | ɪ     | ʊ   |
| Nửa mở   | ɛ     | ɔ   |
| Mở       | a     | a   |

Trọng âm luôn rơi vào âm tiết cuối của từ. Đây là một ngôn ngữ phi thanh điệu.

### Chữ viết
Vì tiếng Mwotlap không phải ngôn ngữ viết, nó chưa có hệ thống chữ viết chính thức. Dưới đây là hệ chữ viết chuyển tự của nhà ngôn ngữ Pháp Alexandre François, dựa trên bảng chữ cái Latinh.
| Ký tự   | a   | b    | d    | e   | ē   | g     | h   | i   | k   | l   | m   | m̄     |
| Phát âm | [a] | [ᵐb] | [ⁿd] | [ɛ] | [ɪ] | [ɣ]   | [h] | [i] | [k] | [l] | [m] | [ŋ͡mʷ] |
| Ký tự   | n   | n̄    | o    | ō   | p   | q     | s   | t   | u   | v   | w   | y     |
| Phát âm | [n] | [ŋ]  | [ɔ]  | [ʊ] | [p] | [k͡pʷ] | [s] | [t] | [u] | [v] | [w] | [j]   |

## Hình thái học và ngữ âm học

### Âm tiết
Cấu trúc âm tiết tiếng Mwotlap là (C)V(C). Điều này có nghĩa là chỉ có tối đa một phụ âm đầu và một phụ âm cuối trong âm tiết. Những từ mượn, như skul (từ school 'trường học' tiếng Anh), là ngoại lệ của cấu trúc này.
Khi một gốc từ bắt đầu bằng hai phụ âm đầu, một nguyên âm được chêm vào. Ví dụ, gốc từ tron̄ ("say, xỉn") có thể biến đổi như sau:
- me-tron̄ [mɛt.rɔŋ] ("[anh ta] say"): phụ âm t và r thuộc hai âm tiết khác nhau;
- toron̄ [tɔ.rɔŋ] ("[họ] đang say"): chêm nguyên âm vào giữa t và r để tránh việc có hai phụ âm kề nhau trong cùng âm tiết.

### Sao chép nguyên âm
Sao chép nguyên âm là việc một số tiền tố nhất định sao chép lại nguyên âm đầu của từ mà nó gắn vào. Những tiền tố sao chép nguyên âm nổi bật là tiền tố xác định na-, tiền tố vị trí le-, và tiền tố tạo tính từ mô tả nguồn gốc te-. Ví dụ, ta có nō-vōy ("[ngọn] núi lửa"), ni-hiy ("[khúc] xương"), và to-M̄otlap ("từ Mota Lava"). Tuy vậy, sự sao chép nguyên âm không luôn được áp dụng, và có những quy tắc về việc sử dụng nó.

## Ngữ pháp
Tiếng Mwotlap là một ngôn ngữ chủ-động-tân, cấu trúc câu ít mềm dẻo.
Không như tiếng Anh, chỉ phân biệt hai số (số ít và số nhiều), tiếng Mwotlap phân biệt bốn số: số ít, số đôi, số ba, và số nhiều. Tuy vậy, hệ thống số này chỉ áp dụng với danh từ trỏ người (ví dụ,'nông dân, thợ, bác sĩ'); danh từ không trỏ người luôn ở số ít.